# ألبرت ماكفيرسون
ألبرت ماكفيرسون (بالإنجليزية: Albert McPherson)‏ (8 يوليو 1927 في المملكة المتحدة - 11 يناير 2015) هو لاعب كرة قدم بريطاني في مركز قلب الدفاع. لعب مع نادي بوري ونادي والسول وRoyal Engineers A.F.C. ‏ ونادي ستاليبريدج سيلتيك.

## وصلات خارجية
- ألبرت ماكفيرسون على موقع قاعدة بيانات كرة القدم.إي يو (الإنجليزية)